# Scallop Ridge
Scallop Ridge är en bergstopp i Antarktis. Den ligger i Västantarktis. Inget land gör anspråk på området. Toppen på Scallop Ridge är 613 meter över havet.
Terrängen runt Scallop Ridge är varierad, och sluttar norrut. Trakten är obefolkad. Det finns inga samhällen i närheten.